# Коросаль (Беліз)
Коросаль (англ. Corozal) — місто на півночі Белізу, в однойменному окрузі Коросаль і є адміністративним центром краю.

## Розташування
Коросаль знаходиться на узбережжі Карибського моря і його затоки-бухти Четумаль, зокрема бухти Коросаль. Неподалік поселення знаходяться великі прісноводні озера Чотири милі (Four Mile Lagoon) та Ранчіто Лагуна (Ranchito Lagoon). Місцевість навколо Коросаля рівнинна, помережена невеличкими річками та болотяними озерцями, найбільша водна артерія протікає в кількох кілометрах східніше — Ріо-Ондо (Río Hondo) і південніше Ріо-Нуево (Rio Nuevo).

## Населення
Населення за даними на 2010 рік становить 12652 осіб. З етнічної точки зору, населення — це суміш, метиси та креоли.
| Рік       | 2000 | 2010  |
| --------- | ---- | ----- |
| Населення | 7888 | 12652 |

## Клімат
Коросаль знаходиться у зоні тропічного мусонного клімату. Середньорічна температура становить +24 °C. Найспекотніший місяць квітень, коли середня температура становить +26 °C. Найхолодніший місяць січень, з середньою температурою +21 °С. Середньорічна кількість опадів становить 3261 міліметрів. Найбільше опадів випадає у жовтні, у середньому 404 мм опадів, самий сухий квітень, з 46 мм опадів.